# Mathurin Julien Dalibourg
Mathurin Julien Dalibourg (né le 31 août 1742 à Changé - mort le 6 mai 1817) est un homme politique français, député de la Mayenne.

## Biographie
Né le 31 août 1742 à Changé (Sarthe) où son père était notaire, Mathurin Dalibourg suit des études de droit à Angers avant d'être reçu avocat au Parlement.
Il fut d'abord contrôleur des actes à Sainte-Suzanne, 1768, puis à Laval, 1er janvier 1781 - fin 1783. Il épousa, le 3 août 1783, Félicité-Charlotte-Barbe Pélisson de Gennes, dotée par Jean-François Pélisson de Gennes, conseiller du roi et de Monsieur, de 14 000 livres ; il apportait de son côté 34 000 livres. Il fut ensuite bailli de Sainte-Suzanne, fermier de la baronnie avec René Jean Baptiste Serveau, 1788 et acheta la Fousillère, même paroisse.
Il était sénéchal de Sainte-Suzanne lorsqu'il fut élu membre du bureau du district de Loué par l'assemblée provinciale du Mans le 14 octobre 1787. Secrétaire de l'assemblée électorale réunie à Laval le 29 juin 1790 pour l'organisation du département, élu par 285 voix sur 365, Dalibourg fut nommé, le 3 juillet 1790, administrateur pour le canton d'Évron, et, le 7 juillet, membre du directoire exécutif. Il était suppléant du procureur syndic du département, fonction qu'il quitta le 30 août 1791 après son élection comme député. 
Il fut en effet élu aux Élections législatives de 1791, le premier, député à l'Assemblée législative le 27 août 1791; il vota avec le centre et fut placé dans le comité des domaines, au nom duquel il présenta un rapport dans la séance du 21 janvier 1792. Après la clôture de l'assemblée, Dalibourg rentra à Sainte-Suzanne, se cacha dans la commune de Thorigné-en-Charnie pendant la Terreur, et échappa au mandat d'arrêt que le comité de surveillance de Sainte-Suzanne lança contre lui le 18 germinal an II (7 avril 1794).
Le représentant à la Convention nationale Mathieu Baudran le nomma le 2 floréal an III (21 avril 1795), membre du directoire départemental, et le 13 du même mois, procureur général syndic. En cette qualité, Dalibourg prononça à la fête anniversaire du 10 août, un discours « où il peint avec éloquence le despotisme des rois et l'énergie que la France a montrée lorsqu'elle s'est formée en république. »
Commissaire du directoire exécutif an l'an IV, il dénonce, le 29 brumaire (20 novembre 1795) au ministre de l'Intérieur les entraves mises aux opérations électorales : « les chouans, écrit-il, ont fait afficher aux portes des églises et des municipalités, la menace de mort contre ceux qui assisteroient aux assemblées, ou accepteroient des fonctions publiques. Les trois cinquièmes des communes n'ont point convoqué d'assemblée. »
Le 4 ventôse an IV (23 février 1796), il demande un congé et une forte escorte pour se rendre dans ses foyers distants de six lieues et avoue qu'il sera obligé d'en faire trente. Il visita Louverné, Martigné, Mayenne, Bais, Évron, Sainte-Suzanne. De cette dernière ville, il écrit au ministre, le 2 mars 1796, pour lui demander raison de sa révocation de commissaire, charge qu'il n'avait acceptée, dit-il, qu'après plusieurs refus.
À la paix, Dalibourg remplit tour à tour les fonctions  de vérificateur des domaines, de juge de paix de Sainte-Suzanne (1800), de conseiller de préfecture, de membre et de président du conseil général du département, de juge à la Cour d'appel d'Angers, (10 août 1804). Il se démit de cette charge en 1806, et revint occuper le poste plus modeste de juge de paix de Sainte-Suzanne, qu'il conserva jusqu'à la fin du Premier Empire. Il est désigné comme un des Grands notables du Premier Empire du département de la Mayenne.
Mathurin Dalibourg, qui avait cessé depuis le 30 septembre 1814 de faire partie du conseil général, mourut le 6 mai 1817.

## Sources
- « Mathurin Julien Dalibourg », dans Alphonse-Victor Angot et Ferdinand Gaugain, Dictionnaire historique, topographique et biographique de la Mayenne, Laval, A. Goupil, 1900-1910 [détail des éditions] (BNF 34106789, présentation en ligne), t. II, p. 6 et t. IV, p. 279.
- « Mathurin Julien Dalibourg », dans Adolphe Robert et Gaston Cougny, Dictionnaire des parlementaires français, Edgar Bourloton, 1889-1891 [détail de l’édition]
- Émile Queruau-Lamerie, Les Députés de la Mayenne, p. 1
- Arch. nat., F/1C, II, Mayenne, 1.
- Registr. de l'université d'Angers
- Archives de la Mayenne, L. 70
- Archives de la mairie de Laval.